# Ловачка (заповідне урочище)
Лова́чка — заповідне урочище місцевого значення в Україні. Розташоване в межах Мукачівського району Закарпатської області, при північній околиці міста Мукачева. 
Площа 90 га. Статус надано згідно з рішенням Закарпатської облради від 31.05.1993 року. Перебуває у віданні ДП «Мукачівське ЛГ» (Мукачівське лісництво, кв. 27, 28). 
Створений з метою охорони ділянки, де зростають рідкісні види шипшини, а також півники несправжньосмикавцеві, виду, занесеного до Червоної книги України. Урочище розташоване на схилах частково залісненого пагорба Ловачка, який є крайньою південною точкою гірського масиву Маковиця. 